# Johann Kowoll
Johann Kowoll (* 27. Dezember 1890 in Laurahütte; † 1941) war ein Abgeordneter des Schlesischen Parlaments.

## Leben
Kowoll, Sohn eines Bergmanns, besuchte die Volksschule und arbeitete anschließend im Bergbau sowie als Stenograph, Kontorist, Hüttenarbeiter und zuletzt als Maschinist in der chemischen Industrie. Seit 1906 war er für die Freien Gewerkschaften tätig, seit 1908 war er Mitglied der Sozialdemokratischen Partei Deutschlands. Hier bekleidete er zahlreiche ehrenamtliche Posten. Seit November 1918 war er fest angestellter Bezirksleiter des Zentralverbands der Maschinisten und Heizer in Oberschlesien. 
In der Novemberrevolution wurde Kowoll Obmann der Arbeiter- und Soldatenräte für Laurahütte und Delegierter des Zentralarbeiter- und Soldatenrats im Reich für die Provinz Schlesien. Kowoll arbeitete anschließend als Redakteur und als Delegierter der Freien Gewerkschaften. Schon früher arbeitete er auch für ausländische sozialistische Blätter und nahm an sozialistischen Treffen im In- und Ausland teil.
1922 wurde Kowoll als Abgeordneter ins Schlesische Parlament gewählt. Kowoll war Vorsitzender der Deutschen Sozialdemokratischen Partei Polnisch-Oberschlesiens.